# 趙炳玉
趙 炳玉（チョ・ビョンオク、1894年5月21日または8月15日 - 1960年2月15日）は、第一共和国時代の大韓民国における政治家で、1960年大統領選挙における民主党の候補者。本貫は漢陽趙氏。号は維石（ユソク、유석）。

## 略歴
忠清南道木川郡（現・天安市）出身。公州永明学校を経て、1911年平壌崇実学校を卒業。延禧専門学校（現延世大学校）を1914年に卒業した後、アメリカコロンビア大学で政治経済学を専攻した。在米期間中に徐載弼、安昌浩らと知り合い、1919年にフィラデルフィアで開催された第1次韓国人連合会議と韓国人自由大会に参加した。帰国した後、延禧専門学校専任講師となったが、教育方針の対立で辞職、1927年、新幹会の創立委員・財政総務を務め、1929年、光州学生運動を背後操縦したとして韓龍雲と共に逮捕され、3年間服役した。1937年には修養同友会事件で再び逮捕され、2年間服役することとなった。また、曺晩植らが経営する朝鮮日報などの経営にも関与した。
1945年8月の光復後、朝鮮に帰還する大韓民国臨時政府や進駐してくる連合国軍を迎え入れるための「臨時政府歓迎準備委員会」事務長を務め、宋鎮禹・張徳秀とともに韓国民主党の結成に参画。米軍政庁の警務部長に就任、韓国警察の創立に関与するとともに当時大きな勢力を有していた左翼勢力の摘発に力を注いだ。
1948年、大統領特使、国連韓国代表を務め、1950年に勃発した朝鮮戦争では内務部長官として大邱死守の先頭に立った。その後、李承晩大統領との意見の衝突もあり、居昌良民虐殺事件の責任を負って辞退し、反李承晩勢力の主要人物となった。
1954年の第3代総選挙、1958年の第4代総選挙に当選。1956年、民主党代表最高委員に選出、1959年11月の正副大統領候補者指名大会で、民主党の正大統領候補に指名（副統領候補は張勉）されたが、12月に病をわずらい、翌1960年1月末に治療の為に渡米したが、2月15日にワシントンD.C.のウォルター・リード陸軍病院で心臓発作のために死亡した。死後に建国勲章独立章が追贈された。

## エピソード
甲午年生まれのため、初名は趙炳甲であったが、東学農民運動を引き起こした有名な貪官汚吏の趙秉甲と同じ名前であるのは良くないとして、独先生の勧めで改名された。

## 親族
独立運動家の趙仁元は父。国会議員の趙尹衡は次男。金大中と共に民主化運動に関わり、自由先進党所属の国会議員であった趙舜衡は、三男にあたる。

## ギャラリー

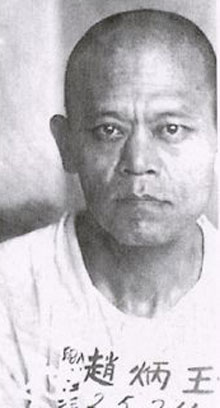
修養同友会事件で服役中の趙（1938年）
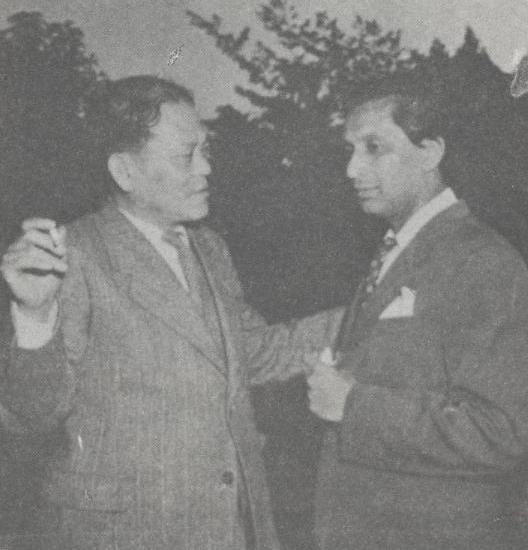
国連インド代表と
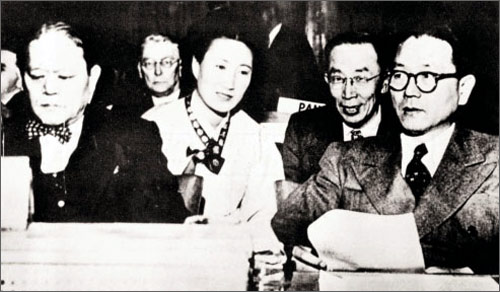
韓国政府の承認を取り付けに国連総会に出席する趙、（1948年12月・右側の人物が代表団長の張勉）

## 参考資料
- 韓国史編纂委員会 金容権：編著『朝鮮韓国近現代史事典』（日本評論社）
- 尹景徹著『分断後の韓国政治－1945～1987年－』（木鐸社）